# Поплавок рыболовный

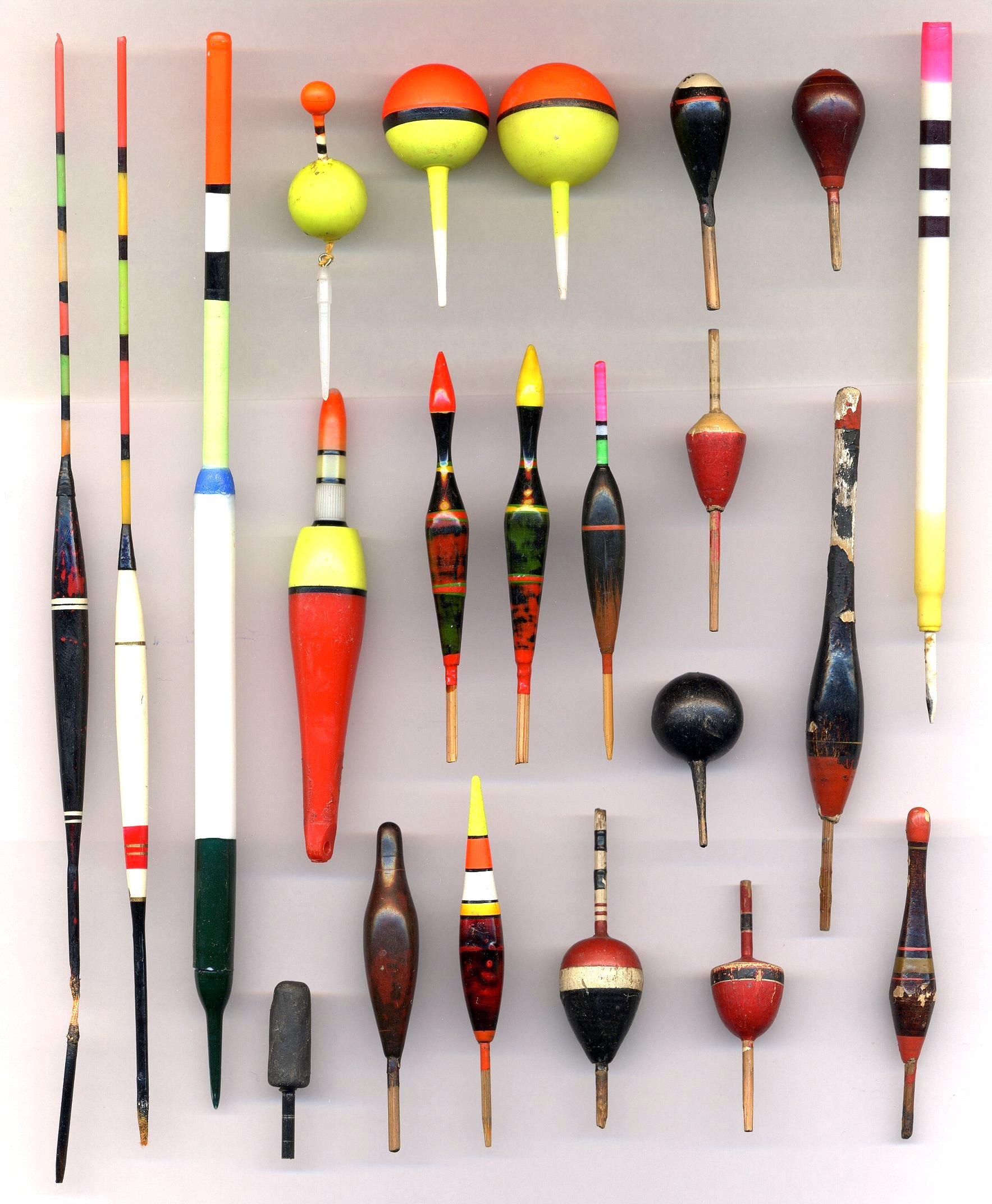
Поплавки

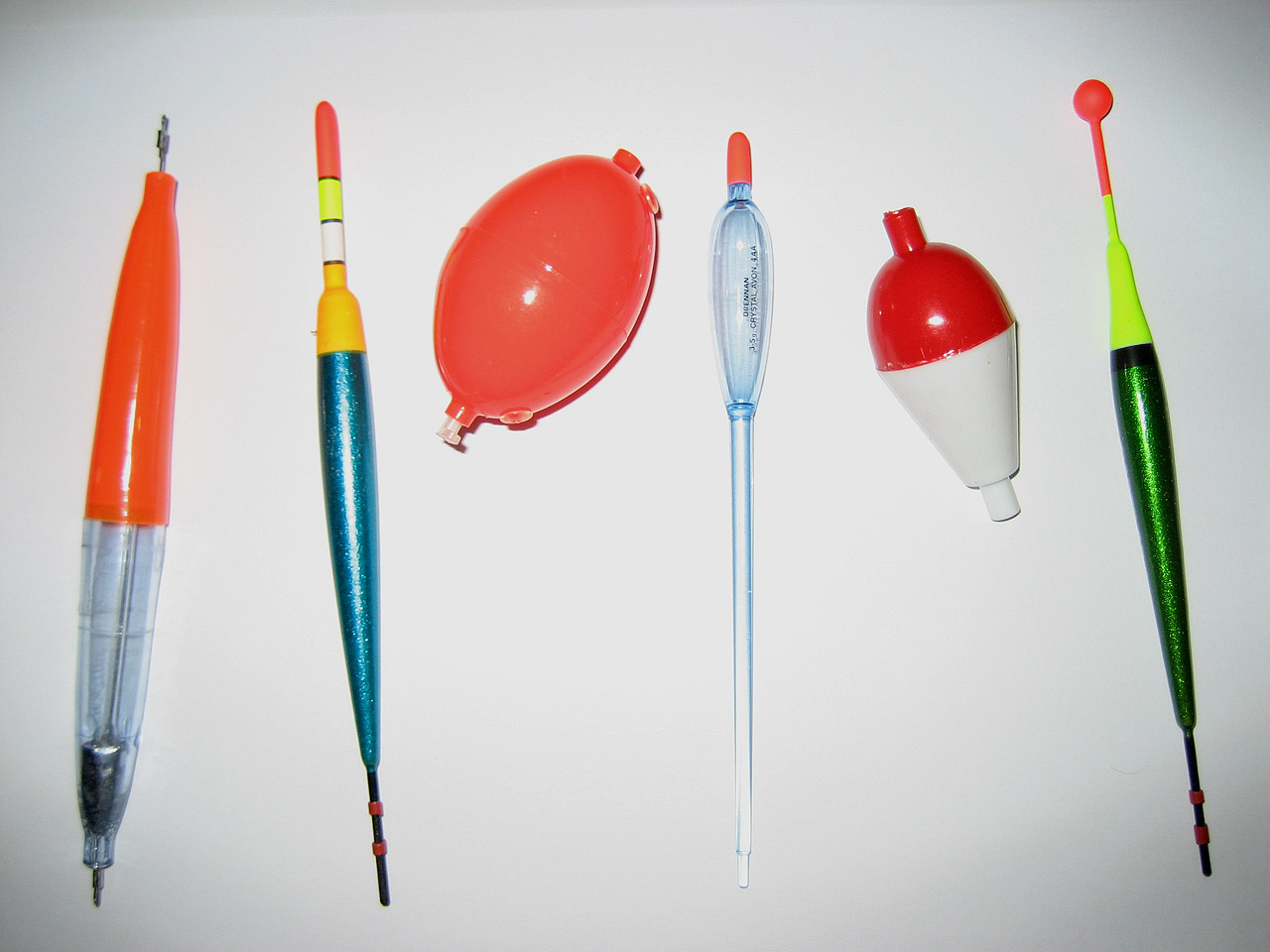
Поплавки

Поплаво́к — рыболовное приспособление на рыболовной леске поплавочной удочки. Поплавок выполняет две функции: первая — удерживает крючок с рыболовной наживкой на нужной глубине, вторая — сигнализирует о поклёвке.
Поплавок — обычно тело вращения, насаженное на стержень. Рабочее положение поплавка — вертикальное, при котором над водой находится часть тела с выступающим стержнем. Нижний конец стержня — киль, верхний — антенна. Надводная часть служит для наблюдения за поплавком.
Раньше поплавки делали из природных материалов, стараясь использовать наиболее лёгкие. Популярными были поплавки из древесины (липа, сосна), из пробки и коры деревьев, из сухих растений (куга, камыш, рогоз), из перьев крупных птиц (гусей), из колючек дикобраза. С появлением пластмасс поплавки стали делать из самого лёгкого материала — пенополистирола или из тяжёлых пластмасс, но полыми, что существенно уменьшило их вес.
Простейший поплавок — палочка, закреплённая на леске. Это одна из древнейших форм поплавка, применяемая и поныне. Другая, не менее древняя форма поплавка, — круглое тело. Эти две немного модифицированные формы можно увидеть в любом современном поплавке.
Не менее хороший поплавок — гусиное перо. Он очень точно реагирует на поклёвку, устойчив и прост.
При ловле на живца применяют поплавок из пенопласта наибольшего размера.

## Конструкция поплавка
У плавающего поплавка можно выделить 3 части: надводную, подводную и разделяющую их линию, образованную поверхностью воды — ватерлинию. Надводная часть служит для заметности поплавка на воде. Подводная часть состоит из части тела поплавка, находящейся под водой, и киля. Объём подводной части тела поплавка определяет его грузоподъёмность. Киль увеличивает стабильность вертикального положения поплавка при волнении, ветре и течении. Часть поплавка около ватерлинии определяет чувствительность поплавка.

Части поплавка

### Антенна поплавка
Антенна предназначена для улучшения видимости поплавка. Так как антенна находится над поверхностью воды, то на чувствительность поплавка она не влияет, но уменьшает грузоподъёмность поплавка. Исключение — толстые антенны с положительной плавучестью, несколько снижающие чувствительность поплавка. Размер и цвет антенны выбираются такими, чтобы антенна резко выделялась на фоне воды. Толщина антенны зависит от расстояния, на которое забрасывается поплавок, и остроты зрения рыболова. Можно считать, что на каждые 5 метров расстояния диаметр антенны должен увеличиваться на 0,5 мм. Вес антенны и её парусность могут ухудшить устойчивость поплавка. Для улучшения устойчивости поплавка антенна уравновешивается килем.

### Ватерлиния
Ватерлиния — линия пересечения поплавка с водной поверхностью, она разделяет поплавок на надводную и подводную части. Положение ватерлинии на поплавке зависит от формы поплавка, его грузоподъёмности и веса грузила. Изменяя вес грузила, ватерлинию можно «передвигать» по поплавку. От положения ватерлинии зависит чувствительность поплавка, поэтому её положение выбирают таким, при котором чувствительность поплавка будет достаточна, чтобы увидеть поклёвку.

### Тело поплавка
Размер тела поплавка должен соответствовать весу грузил и насадки. Основная характеристика тела поплавка — грузоподъёмность. Грузоподъёмность поплавка определяют как разность между его объёмом и весом. При разной плотности материала поплавки одного размера имеют разную грузоподъёмность — чем больше плотность материала, тем меньше грузоподъёмность.
Выпускают и изготавливают также поплавки переменной грузоподъёмности.
Поплавки выпускают с разнообразной формой тела. Встречаются все вариации от тонкого длинного цилиндра до правильного шара. Считают, что каждым условиям ловли (ветер, волны, течение) соответствует своя форма тела поплавка. Отчасти это так. Но производители и рыболовы склонны преувеличивать зависимость формы тела поплавка от условий ловли. Очень часто эти рекомендации противоречат друг другу. Исследование поведения поплавка с физической точки зрения не подтверждает большое значение формы тела поплавка на его свойства как индикатора поклёвки. К выбору формы тела поплавка надо относиться как к выбору цвета автомобиля при покупке — важны личные предпочтения.

### Киль поплавка
Киль поплавка увеличивает длину поплавка, тем самым повышая его устойчивость. Основная характеристика киля — его длина. Вес киля никак не сказывается на чувствительности поплавка, только уменьшает его грузоподъёмность. Киль может быть выполнен из любого жёсткого материала. Обычно из пластика или металла.

### Крепление поплавка
Поплавок может быть прикреплён к леске в одной или двух точках. Основная точка крепления — самая нижняя часть поплавка. Узел крепления поплавка на леске состоит из двух частей: собственно крепление на леске и звено связи крепления с поплавком. Возможно непосредственное крепление поплавка на леске. Узел крепления на леске может быть глухим или скользящим. Глухое крепление используют, когда глубина ловли не превышает длины удилища. Скользящее крепление используют, если глубина ловли больше длины удилища.

#### Глухое крепление поплавка
Глухое крепление обеспечивает постоянное место узла крепления на леске — он не может самопроизвольно перемещаться, передвинуть его можно с трудом. Конструкция узла состоит из кембрика, надетого на леску, и стержня, которым леска зажимается в кембрике. Стержень соединяют с поплавком. Соединение стержня и поплавка может быть жёстким и шарнирным.
При жёстком соединении поплавок и леска составляют одно целое — поплавок неподвижен относительно лески. Жёстким является крепление поплавков без колечек. Например, леска проходит через тело поплавка и закрепляется стержнем. При креплении поплавка с килем, на котором нет колечка, киль используют как стержень, зажимающий леску. Обычно на гладком киле леску крепят двумя кембриками — один кембрик на конце киля, другой — под телом поплавка. Получают жёсткое крепление.
При шарнирном соединении поплавок свободно висит на узле крепления к леске. Обычно так крепят поплавки с колечком в нижней части. Узел крепления изготавливают из проволоки. Проволоку продевают в колечко поплавка, сгибают, и её концы скручивают. По диаметру скрутки подбирают кембрик. Для крепления тяжёлых поплавков в середине стержня делают петлю, которую пропускают в колечко на поплавке. На концы стержня надевают кембрики, через которые проходит леска.
Жёстко закреплённый поплавок хорошо управляем — при подтягивании его удилищем или отпускании на течении он сохраняет вертикальное положение. Забросы такого поплавка требуют аккуратности. В начале заброса, когда леска находится за спиной рыболова, положение поплавка — антенной к вершинке удилища.
После окончания заброса поплавок летит антенной вперёд, антенна поплавка направлена от удилища. Перед приводнением при натяжении лески поплавок переворачивается антенной к удилищу. При перевороте поплавка возможно зацепление антенны за леску, и, как результат, расшатывание и выпадение антенны.

#### Скользящее крепление поплавка
Скользящее крепление позволяет поплавку свободно двигаться по леске. Скользящий поплавок используется в тех случаях, когда глубина превышает длину удилища. Он является непременным условием оснастки удочки для лова на водохранилище. Недостатком снасти со скользящим поплавком является то, что приманка очень медленно опускается на дно. По этой причине он не подходит для ужения на быстром течении. В этом случае лучше использовать длинное удилище с неподвижным поплавком. Обычно скользящее соединение — это колечко на поплавке, через которое проходит леска. При таком креплении снять поплавок или заменить можно только, сняв грузила. Для отсоединения поплавка на леску надевается колечко с защёлкой, за которую крепится поплавок.
Движение поплавка по леске при скользящем креплении ограничивается стопорами. Верхний стопор, расположенный над поплавком, задаёт глубину ловли. Место для нижнего стопора выбирается таким, чтобы при забросе оснастка ниже поплавка не могла зацепиться за поплавок. Это расстояние обычно берётся чуть больше расстояния от верхнего грузила до крючка. Стопор — узел на леске вяжется из лески или нитки. В качестве стопора могут использоваться шарики из твёрдой резины и даже небольшие дробинки грузил. Стопоры должны передвигаться по леске с усилием.

### Огрузка поплавка
Чтобы поплавок стал индикатором поклёвки, он должен быть жёстко связан с крючком с насадкой. Леска между поплавком и крючком в свободном состоянии не может осуществить требуемую жёсткость связи. Для придания лески необходимой жесткости её надо натянуть. Для этого на леске ближе к поплавку крепится грузило, которое своим весом должно вытягивать леску в линию. Чем толще леска или больше спуск (расстояние между поплавком и крючком), тем тяжелее должно быть грузило. Считается, что при ловле в стоячей воде на каждый метр глубины надо увеличивать вес грузила на 0,5—1 г. Вес грузила при ловле на течении может быть больше, чем при ловле в стоячей воде. Чтобы поплавок не тонул под весом грузил, он должен обладать достаточной грузоподъёмностью. На современных поплавках обычно пишут его грузоподъёмность. Чтобы поплавочную оснастку можно было уверенно забросить, она должна иметь достаточный вес. Оснастку менее 1 г трудно забросить длинным удилищем даже в тихую, безветренную погоду. Максимальный вес оснастки, забрасываемой поплавочным удилищем, не должен сильно превышать тест удилища.

## Свойства поплавка
Свойства поплавка как показателя поклёвки обусловлены физическими законами для плавающих тел (объективные свойства) и возможностью заметить поклёвку рыболовом (субъективные свойства).

### Чувствительность поплавка

Чувствительность поплавка

Плавающий поплавок подчиняется закону Архимеда. Закон Архимеда оперирует только с объёмом, погружённым в воду, и весом вытесненной им воды. При поклёвке вертикально огруженный поплавок притапливается или всплывает, то есть изменяется его подводный (надводный) объём. Рыболов видит изменение объёма надводной части поплавка. Величина погружения (подъёма) зависит от формы поплавка около ватерлинии, чем тоньше эта часть поплавка, тем на большую величину переместится поплавок. На рис. представлены 4 поплавка с равными по объёму надводными частями тела. Для всех поплавков, представленных на рис., топящие силы, при которых их надводные части скроются под водой, равны, так как равны объёмы этих частей.
На рис. представлены различные конструкции надводной части поплавков. Высота каждой части соответствует погружению при действии одной и той же силы. Чем тоньше надводная часть поплавка над ватерлинией, тем заметнее погружение поплавка. Наиболее заметно погружение у поплавка № 4 — у него при погружении изменяется не только высота, но видимая надводная часть.
Делать поплавок около ватерлинии слишком тонким, чтобы увеличить его перемещения при поклёвке, не целесообразно, так как и вес насадки влияет на положение ватерлинии. При слишком маленькой ватерлинии после замены легкой насадки на тяжёлую такой поплавок может даже утонуть. Конусная часть поплавка № 4 является компромиссным решением, положение ватерлинии мало зависит от веса насадки, в то же время он хорошо указывает поклёвку на утоп. Такая огрузка поплавка характерна для оснасток спортивных поплавочных удочек.

## Упоминание
Леонид Павлович Сабанеев писал:

Хороший поплавок должен быть устойчив, то есть не ложиться на бок от сильного ветра или волн, должен хорошо быть виден, несмотря на рябь, и, конечно, должен быть крепок и не намокать. Всякий поплавок, удовлетворяющий этим условиям, может быть хорошо выверен, то есть сделан настолько чувствительным, что будет передавать самое легкое прикосновение рыбы к насадке.